# Ipogeo di piazza Duomo
L'ipogeo di Piazza Duomo, situato a Siracusa, è un percorso sotterraneo che dal punto più alto di Ortigia, ovvero da Piazza del Duomo, spunta poi presso il Foro Italico dove si trovano le mura della Marina.

## Storia e articolazione dell'ipogeo
Il percorso dell'ipogeo si articola in una galleria principale dalla quale partono poi galleria minori. Una di queste si ricollega alla cisterna situata nel cortile del Palazzo Arcivescovile, vicino al punto di partenza dall'alto. Tale cisterna ha avuto un ruolo fondamentale poiché serviva a idratare il palazzo vescovile e l'intera isola di Ortigia; questo impianto idrico fu voluto dal vescovo Paolo Faraone (1619-1629).
In un primo nucleo di gallerie si ricorda l'esistenza di una precedente cava, importante poiché da essa venne estratta la pietra siracusana con la quale è stato costruito il Duomo di Siracusa (o Cattedrale).
Tale ipogeo è stato importante per la città di Siracusa anche perché durante gli avvenimenti bellici della Seconda guerra mondiale, i siracusani trovarono rifugio durante i bombardamenti aerei proprio all'interno di questo ipogeo sotterraneo. È stato riaperto nel 2006 a seguito di lavori di restauro ed oggi espone le immagini scattate nel rifugio durante il periodo bellico.
A seguito di una chiusura, il 16 luglio 2014 viene riaperto al pubblico con nuove esposizioni curate dal CNR .

## Galleria d'immagini

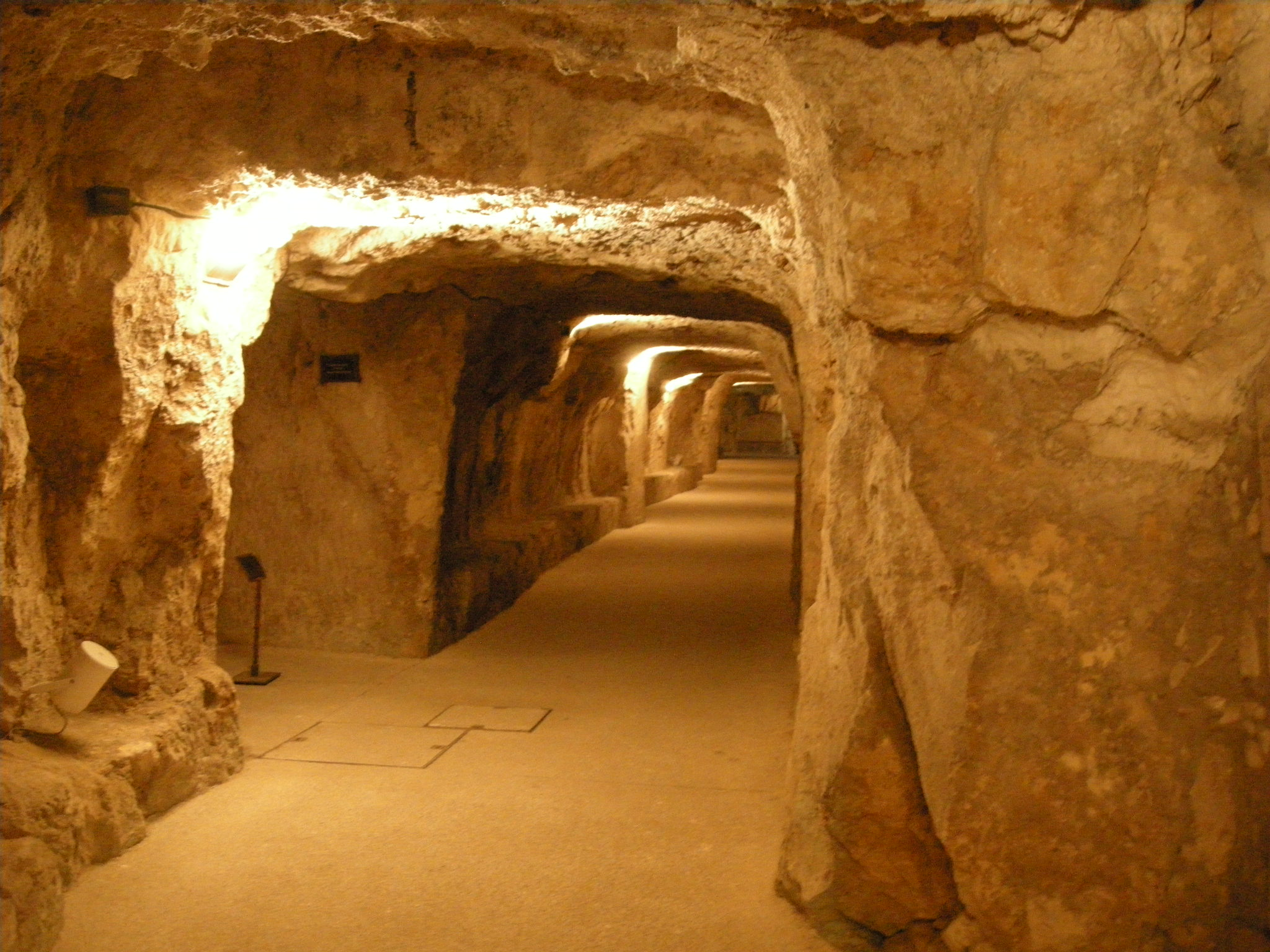
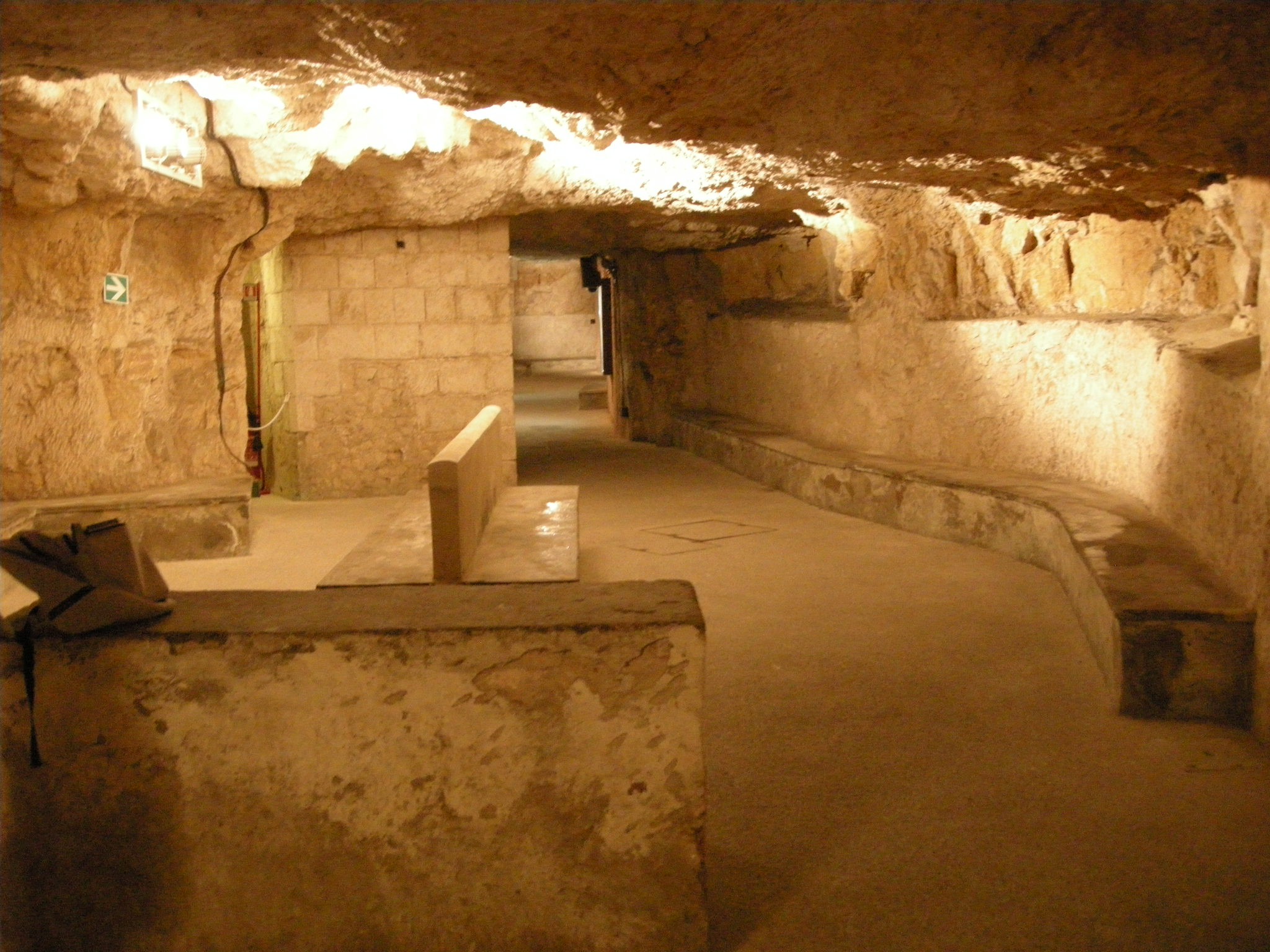
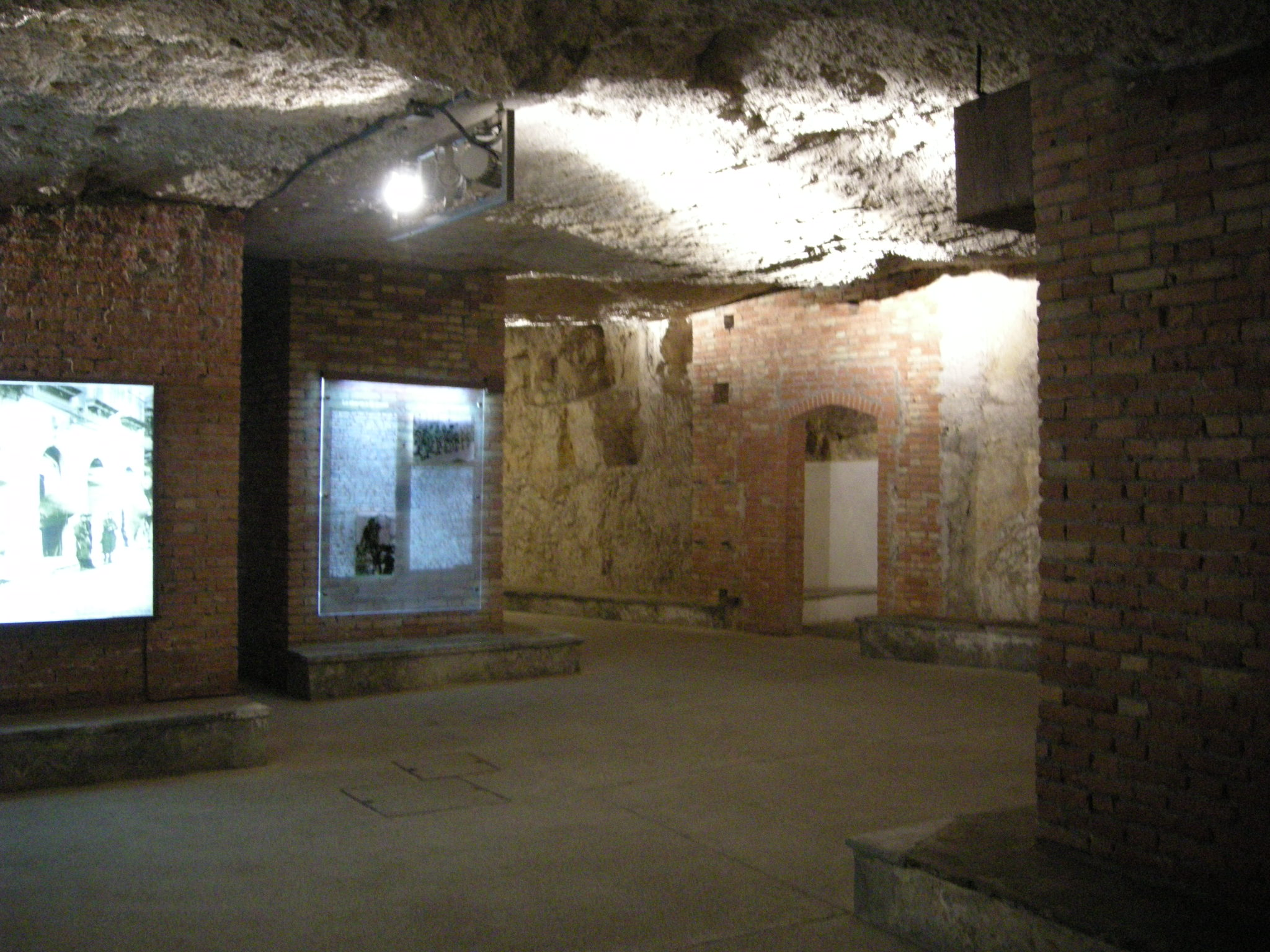
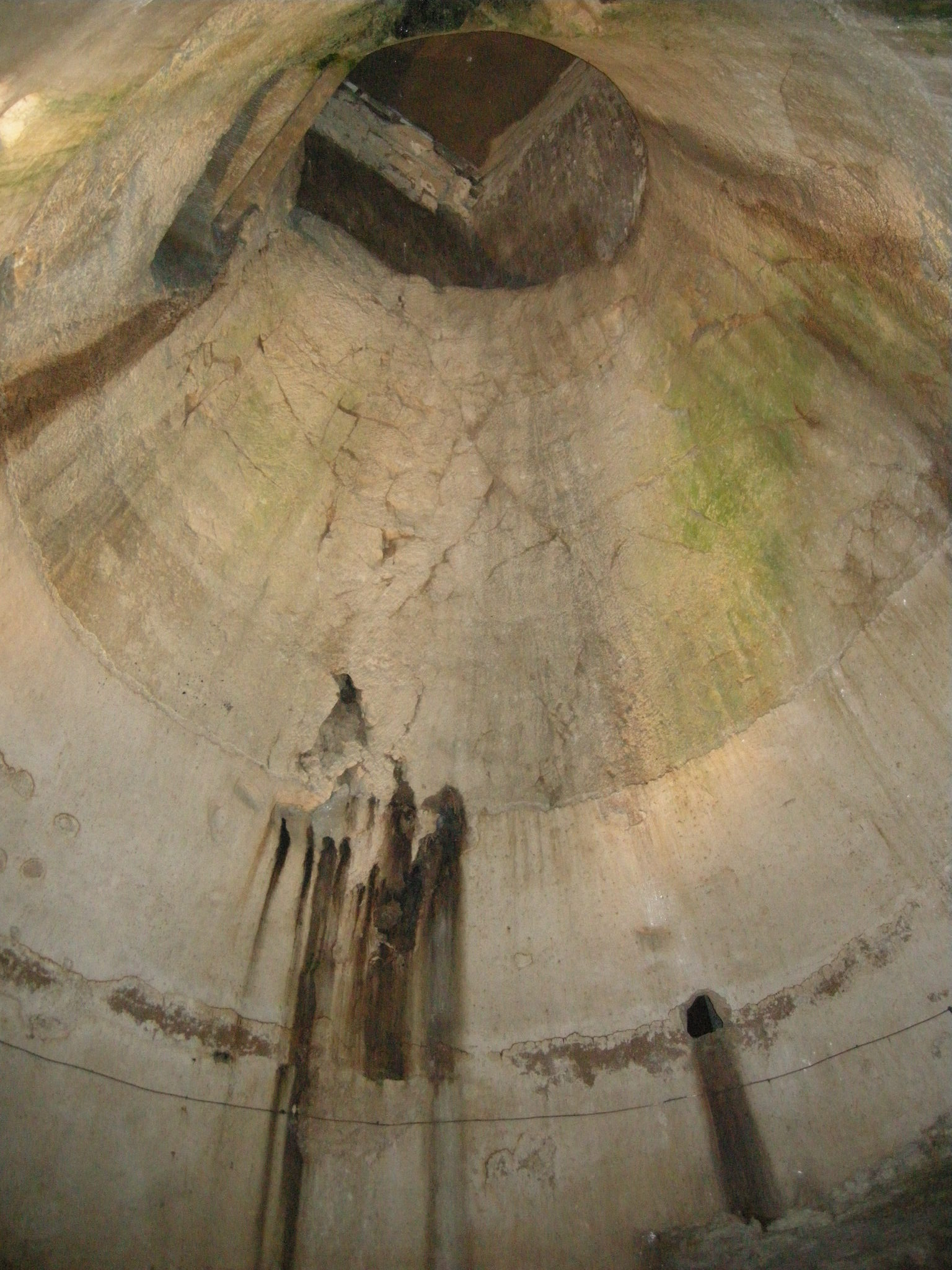